# Maria Zjilova
Maria Vasiljevna Zjilova (ryska: Мария Васильевна Жилова), född 1870, död 1934, var den första kvinnliga astronomen i Ryssland.
Nedslagskratern Zhilova på planeten Venus är uppkallad efter henne. Även asteroiden 1255 Schilowa har fått sitt namn efter henne.